# 伝説の教師
『伝説の教師』（でんせつのきょうし）は、2000年4月15日から6月24日まで日本テレビ系毎週土曜21時 - 21時54分の「土曜ドラマ」枠で放送された日本のテレビドラマ。松本人志と中居正広のダブル主演作。原案は松本が手掛けた。

## 概要
いわゆるコメディ学園ドラマで、従来「ドラマには（友情出演以外）出ない」との姿勢だった松本の初の本格出演ドラマであり、イジメ問題・死生観・性・少年犯罪などシリアスなテーマも取り扱っている。
随所に完全アドリブによるフリートークがある。大半は松本と中居によるものであるが、中には生徒役の役者がボケたパターンもある。
2001年2月21日に全5巻でVHSソフト化されているが、DVDソフトは2022年現在も発売されていない。
若井おさむは、第8話を見て自殺を思いとどまり、お笑い芸人を目指す決意をしたという。

## ストーリー
教師としての熱意を持てず、マニュアル通りにしか処理しない、典型的サラリーマン教師のために全く成果を上げられない風間大輔。その風間の担任する2年D組は荒れ果ててしまい、学校側はそれを立て直すために風間を副担任に降格させ、過去にいくつもの荒れ果てた学校を立て直し、数々の学校を渡り歩いてきた“伝説の教師”こと南波次郎を呼び寄せる。しかし、南波はとんでもないデタラメ教師だった。

## タイトルバック
南波と風間が上半身裸で巨大なハンマーを使って直方体状の鉄塊の上に置かれた”何か”を壊すというのが本作のタイトルバック。”何か”は話によって異なる。南波、風間の順で壊す。
また、その際に演者名が表示される。
第1話
西洋風の置き鏡を壊す。壊した直後、風間はガッツポーズをする。
第2話
鳴っている黒電話を壊す。壊した直後、南波も風間もガッツポーズをする。
第3話
鳴っている目覚まし時計を壊す。壊した直後、南波も風間もガッツポーズをする。
第4話
鳥の入った鳥籠を壊す。ただし、壊した時に鳥は入っておらず鳥籠から無事に飛び立った演出がなされる。
第5話
スイカを壊そうとするがハンマーが当たった瞬間に金属に当たったかのような音がし弾かれ壊れない。
第6話
ハンマーを握るが使わず、両手で分厚い複数の本を1冊破る。
第7話
複数の電卓を壊す。壊した直後、南波も風間もガッツポーズをする。
第8話
複数のトロフィーを壊す。
第9話
双眼鏡を壊す。壊した直後、南波は小さくガッツポーズをする。
第10話
1円玉が大量に詰まった透明な壺を壊す。壊した直後、南波も風間もガッツポーズをする。
最終話
南波には風間、風間には南波が置かれるが、両者ともハンマーを振り上げるが壊せない。

## 登場人物

### 十二社学園高校

#### 教師
南波 次郎（なんば じろう）〈36〉
演：松本人志
2年D組を立て直すために開栄高校から連れて来られた「伝説の教師」の異名をもつ男。しかし、その実態は不誠実でだらしなく、やることなすことムチャクチャで、多額の借金を背負っている。担当科目は国語。第10話で初めから教員免許を持っていない事を明かし、第11話では借金取りの浅井が「南波次郎」名義で持っていた教員免許を借りて教鞭をとっていた事が明らかになる。本名は「木下次郎」。
屁理屈が得意で、その屁理屈には妙な説得力がある。「常識」という言葉に対して異様な嫌悪感を抱いており、相手が一度でも発するや否や「常識!?」と過剰反応して「あんた（またはお前）、今『常識』って言うたか？」と改めて問いかけた後、相手の年齢や立場を問わずキレる。
「中途半端な正義が一番の悪」など自分の人生経験によって生まれた独特な考えに基づいて行動するため、教育者として大きくモラルを逸脱する言動が多いが、その多くは結果的に問題を解決することに繋がっている。自分のためだけの行為で問題が解決されたこともある他、学園のホープである森田と授業中に昼寝を繰り返す田中を区別せず「どっちも同じ生徒だろ」と同列に接する。
派手な色のカーディガンと野球帽を何種類も所有しており、特にカーディガンには愛着があるようで、自宅が取り壊されている最中にも瓦礫の中から探し出した。
北山新担任と水谷新副担任に問題ありと判断し、風間に「勉強教えてくれ。教員免許取る。あんな奴らに担任明け渡すなら、俺らがやった方がアイツらの為になる」と言い、神宮寺にも帰って来るのを待つと言われる。
生徒にも「風間と南波がいた方が学校が楽しい」「バカでも認めてくれる先生は他に居ない」と擁護される。
風間 大輔（かざま だいすけ）〈27〉
演：中居正広
慶應義塾大学文学部英米文学科卒業のエリート英語教師。尊敬する人物は長嶋茂雄。血液型はA型。第1話で彼女から拝借した赤いオープンカーを乗り回している。熱意なくマニュアルでのみ生徒に対応する、典型的サラリーマン教師。十二社学園では数字に反映されないと意味が無く、南波が転勤してきた際に副担任に降格され、さらに後々には南波に勝手に家に上がられ、南波と同居することになってしまう。南波のムチャクチャな行動を連帯責任ということで、毎回面倒に巻き込まれることになる。そのため南波に嫌悪感を覚えているが、その一方で徐々に南波を認め、次第に感化されていく。
サラリーマン教師となってしまったのは以前勤めていた学校で生徒に体罰を行い、問題になったため。女癖が悪く、毎回デートの相手が異なる（後述）。演者同様、彼女と巨人戦を見にデートに行こうとするほどの巨人ファンである。
神宮寺 絹香（じんぐうじ きぬか）〈29〉
演：永作博美
スクールカウンセラー。生徒からの信頼も厚く、生徒の良きお姉さん的な存在。医学部のインターンの時に重病の弟の心を分かってやれず、延命にこだわり苦しんだまま亡くしてしまった経験からカウンセラーを志す。理事長の娘で、幼いころ離婚した父親に引き取られた。理事長に直接進言できる唯一の人物。南波の解決方法に理解を示す、数少ない人物でもある。
第6話では森田を必要以上に貶した事で彼女に激怒された南波が「怒ると綺麗で怒鳴られてドキドキした」と風間に語る描写がある。
最終話では生徒達の前で沈黙を続ける南波に対して本心を吐き出させる目的でわざと「常識」という言葉を使い、南波の性質を利用して彼の思いを吐露させることに成功した。
池内 怜子（いけうち れいこ）
演：夏木マリ
理事長。神宮寺の実母。南波をスカウトしてきた人物。表向きは厳格だが、娘には弱い。
岡村 公平（おかむら こうへい）
演：益岡徹
何かにつけていちゃもんをつけてくる横分けの教頭。生徒全員の名前や仇名、趣味等を覚えているが、風間には内心で『それしかやることねーんだろ？』と蔑まれる。
安原 哲也（やすはら てつや）
演：南方英二
校長。教育論云々よりも数字を重視する。
田辺 千代子（たなべ ちよこ）
演：石井苗子
教務主任、教科は数学。校長・教頭と一緒に嫌味を言う、イヤミ三羽烏の一人。
永野 武史（ながの たけし）
演：梶原善
同僚だが、なにかと南波と風間を蹴落とそうとする校長派の教師。第9話では長年乗っていた愛車を沙村によって燃やされる。
小森 美弥（こもり みや）
演：畑野浩子
風間・南波寄りの先生。パソコンクラブの顧問。
篠原 亮子（しのはら りょうこ）
演：中村綾
長いものには巻かれろタイプの先生。
佐々木 龍太朗（ささき りゅうたろう）
演：阿南健治
3話のみ登場する教師で、日本史担当。由香里とイチャついていたのを痴漢と間違われ警察に連行される。妻が居るが、先週離婚が成立し、由香里と再婚予定。

#### 学校外関係者
浅井 龍次（あさい りゅうじ）
演：竹中直人
南波の行く先々に神出鬼没で現れ、借金の返済を迫る謎の借金取り。南波は浅井のことをひどく恐れており、南波が関わった相手のあらゆる情報も集めている。第9話では南波に借金の催促をした際に沙村組の組員数人に囲まれたものの、それらを一瞬で倒すほど喧嘩の実力も相当なものである。
最終回では「伝説の教師・南波次郎」の真実を風間に伝える。実は浅井龍次という名前は借金取りとしての偽名で、彼こそが本物の「伝説の教師・南波次郎」だった。
かつて務めていた学校で同僚だった教師からは「視線が合っただけで相手は萎縮していた」「顔は怖かったが一本筋が通っていて、不良ですら反発してた人は居なかった」と記憶されていた。しかし、別の学校に務めていた際にいじめを受けていた男子生徒を強くしたことで、その生徒がいじめの主犯格を殺害する事件を起こしてしまい、その責任を取る形で辞職した。

#### 生徒
（五十音順）
- 鮎川なおみ（由香里）
  - 佐々木が好き。英語の発音が非常に堪能。
- 伊澤真理（奈々）
  - 遥香、美樹と仲が良い。
- 石川愛理（沙也加）
- 大谷みつほ（金沢遥香）
  - クラスの中では明るくて派手な女子を演じているが、中学時代は小夜子と同じく地味で暗い女子だった。演じた大谷は、ドラマ終了後も松本と中居を先生と呼んでいる。
- 尾崎沙也
- 忍成修吾（森田真一）
  - 学業優秀で陸上部エースだが第4話では宮本、坂田と共に畑山をいじめていた。カンニング未遂の他、下着泥棒していたのを田中に擦りつけていた。事件後は、罪滅ぼしとして田中に試験中の回答用紙を見せる。
- 加々美正史
- 加藤明日美
- 金田直 (須藤)
- 神谷涼（安奈）
- 北川弘美（冴子）
- 黒澤優（河村悠里） 
  - 余命数か月と診断された。南波に「どうせ死ぬなら笑って死んだ方が良い」と言われる。創立記念祭での南波と風間の漫才を見て笑顔を見せるようになった。第9話以降は登場しない。
- 斎藤羅慈（山田）
  - 田中と仲が良く、よく一緒に行動している。第1話では、田中と一緒に退屈していた話を聞いた南波に殴り合いを促される。最終話では髪を逆立てている。
- 椎名法子（森田ちえみ）
  - 狂言妊娠や自殺未遂を起こす。南波を「南波ちゃん」と呼び「好き好き」と言う他、口癖として「愛はパワー」を連呼する。6話以降は登場しない。
- 清水悠香
- 周防玲子（麗）
- 善財玲奈
- 高野八誠 （宮本迅）
  - 顔立ちは一見男前だが、第3話では由香里に痴漢行為をした佐々木に激怒する橋本を茶化す発言をしたり、4話では森田、坂田と組んで畑山をいじめたりとやや性格に難ありな生徒。哲也と親友だが、店で万引きをした際に哲也に助けて貰えなかったことから険悪な関係になったが、哲也の誠意に応えて殴り合いをした末、和解。
- 高橋慎二（坂下しんじ）
  - あだ名は「さかしん」。第4話では森田、宮本と一緒になって畑山をいじめていた。その後、南波に自宅のインターホンを鳴らされた際に出てきた所を顔面に向けてパイ投げされた。
- 橘実里（町田小夜子）
  - 奈々いわく「クラスで一番地味」。遥香の中学時代からの親友。
- 田中丈資
- 都築めぐみ
- 内藤陽子（美樹）
- 中村かすみ
- 永山まり
- 夏川あかね
- 那由多遥（宏美）
- 羽鳥由加里
- 林百合子
- 原功一 (田中)

学校一の劣等生で不正行為の常習犯。アルバイトをしている。下着泥棒が出来ないから新品購入し、難波に渡す。
- 原万紀子（カオル）
- 日高圭智 (桑田晃)
- 不二子
- 藤本まりの
- 松沢蓮（野村哲也）
  - 格闘ゲームが好き。宮本と親友だが、宮本が万引きをした時に助けなかったことからクラスで孤立、不登校になる。しかし、南波の「不満だらけなら本気で戦わんかい。人間本気で戦わな何一つ変わらへんのや!」という一言で宮本と殴りあった末、和解。その後は以前のように登校するようになった。
- 宮川美香
- 森田智美
- 屋良朝幸（畑山）
  - パソコン部所属。頼み事を強要されたら断れず、言い返したりやり返したりする事が出来ない性格だった事から森田・坂田・宮本によるいじめの標的にされた。
- 湯田春子
- 米花剛史（進藤真利）
- 鷲足満

### ゲスト
第2話 「女子高生拉致監禁!! ベストフレンドの条件」
- 金沢久美：田島令子

第3話 「学級裁判開始!! チカン教師は有罪? 無罪?」
- 勝村：平泉成
- 佐々木龍太朗：阿南健治
- 鮫島巧

第5話 「愛のコンドーム!! 恋愛中毒生徒の妊娠!?」
- 楢崎サトル：丹直樹

第6話 「カンニングして何が悪い!? 下着泥棒の秘密」
- 森田恵美：円城寺あや
- 浅見千代子（※ノンクレジット）

第7話 「タダ食い大作戦! 学食美人母・涙の献立」
- 中華屋主人：北村総一朗
- 山村銀子：市毛良枝（友情出演）

第8話 「少女の命燃えつきて…教師漫才最後の贈物」
- 森下医師：壇臣幸
- 看護婦：小林さやか

第9話 「恐怖の転校生! 美少年が教師風間を殺す!」
- 沙村明広：清水綋治

浩輝の父親で暴力団「沙村組」の組長。浅井とは知り合いで「アキちゃん」と呼ばれている。浩輝の悪行を知った際は自身の手で息子に制裁を加えた。その後、警察に連れて行った後は自らも裏社会から足を洗う決心をする。
- 沙村浩輝：石垣佑磨

風間学級への転入生。南波とは、以前いた開英高校でも担任と生徒の関係であった。成績優秀な上に美形ですぐにクラスの人気を集めるが、父親が組長であり、自身に刃向かう者には誰であろうと容赦しない性格。抽選の結果、風間が獲得するが南波は沙村の本性を知っていたことから反対し、替えてもらえとまで忠告していた。少年法を盾にして「未成年は何をしても許される」と考えている。徐々に仮病を使って授業を抜け出したり、永野の車を放火するなどの卑劣な悪行を行うようになり、それを咎めた風間を挑発して自分を殴らせた。
後日、神宮寺に迫っていた所を風間に「その歳にもなって親に泣きつくのか。情けない奴だな」と呆れられたことに逆上して「これ以上何か言ったら殺す」と脅し、放課後に山田達を利用して風間を屋上に誘った際に背後から刺して負傷させる。さらには組員達を使って風間にリンチを加え、怒った南波にも同じことを行うが、南波の借金催促に来た浅井に組員たち全員を倒された上、最後は全てを知った父に初めて殴られて詫びる。その後、父親自ら警察に突き出し、少年院に入ることとなった。
第10話 「顔のない17才爆破予告!! 2年D組監禁事件」
- 交通事故加害者：綾田俊樹
- 高部史郎：松山幸次

学園に爆弾を仕掛けた男。風間・南波と2年D組の生徒を人質にとって様々な要求をしてきた。正体は風間のかつての教え子で、在学時に彼以外にもう一人同姓の生徒がいたため、「高部B」「高B」「B」と呼ばれていた。その経験から風間に恨みを抱いており、同時に「自分のことを誰かに知って欲しい」という思いから爆弾事件を引き起こした。最終的には南波に論されて、自身の名をテレビ中継で訴えた。
最終話 「最後の授業…落ちこぼれ無免許教師の秘密が遂に!? 今世紀最後のキャスト登場!!」
- 北山恵文新担任：浜田雅功（友情出演）
  - 何故か鼻血が出ている。風間から部外者呼ばわりされ、ずっと見ていた南波と揉み合いになる。水谷を「副担任って聞いてない。ハゲ」と言った後、彼を追う形で登場しなくなる。小説版では名前のみ登場。
- 水谷庸司新副担任：木村拓哉（友情出演）
  - 軽装で現れ、風間から部外者呼ばわりされる。タバコのポイ捨てをしていた南波に説教した後、北山を「男かよ」と吐き捨て、その場を立ち去る。北山同様、小説版では名前のみ登場。
- クリーニング屋：河原さぶ
  - 南波がカーディガンを預けていたクリーニング屋の主人で、同時に南波が住んでいたアパートの大家。
- 不動産屋
  - 彼の一言により、南波が偽名を使っていたことや履歴書に記載されていた住所や経歴の一切がでたらめだったことが判明した。
- 警察官：佐藤二朗
  - 回想シーンにて登場。駐車禁止の場所に車を停めていた南波に「駐車禁止の場所に駐車してはいけないのは常識だ」と注意したが、常識という言葉に反応した南波と口論になる。

#### 風間の彼女
- 第1話 小沢 友紀：Fayray
- 第2話 ミチル：緒沢凛
- 第3話 リエ：柴咲コウ
- 第4話 モモコ：植松真美
- 第5話 山本 茜：赤坂七恵
- 第6話 美奈子：笛吹雅子
- 第7話 沢口 愛香：建みさと
- 第8話 杉田 美加：北浦共笑
- 第9話 斎藤 アヤ：小雪
- 最終話 杉本 マミ：菊川怜

## スタッフ
- 原案 - 松本人志
- 音楽 - 仲西匡、沢田完
- 主題歌 - ↑THE HIGH-LOWS↓「青春」[1]（キティ）
- 音楽プロデュース - 志田博英
- 技術協力 - NTV映像センター、バスク
- 美術協力 - 日本テレビアート
- スタジオ - 讀賣テレビ放送多摩スタジオ
- チーフプロデューサー - 佐藤敦
- プロデューサー - 池田健司
- オーガナイザー - 白岩久弥
- 監修 - 吉野洋

## 受賞歴
- 第25回ザテレビジョンドラマアカデミー賞[2]
  - ベストドレッサー賞（松本人志）
  - ザテレビジョン特別賞（松本人志、中居正広のフリートーク）

## 放送日程
| 各話                                                       | 放送日        | サブタイトル                                                              | 単行本でのタイトル | 脚本                         | 演出       | 視聴率 |
| ---------------------------------------------------------- | ------------- | ------------------------------------------------------------------------- | ------------------ | ---------------------------- | ---------- | ------ |
| 1st Legend                                                 | 2000年4月15日 | 出現!! キレる教師                                                         | ファイトクラブ     | 石原武龍 後藤法子            | 倉田貴也   | 26.1%  |
| 2nd Legend                                                 | 2000年4月22日 | 女子高生拉致監禁! ベストフレンドの条件                                    | ベストフレンド     | 福田千津子                   | 倉田貴也   | 20.1%  |
| 3rd Legend                                                 | 2000年4月29日 | 学級裁判開始!! チカン教師は有罪? 無罪?                                    | 12人の怒れた男     | 石原武龍                     | 大谷太郎   | 17.4%  |
| 4th Legend                                                 | 2000年5月06日 | イジメのすすめ 死への秒読み始まる                                         | イジメのすすめ     | 吉田智子                     | 倉田貴也   | 18.5%  |
| 5th Legend                                                 | 2000年5月13日 | 愛のコンドーム! 恋愛中毒生徒の妊娠!?                                      | コンドーム         | 福田千津子                   | 倉田貴也   | 18.9%  |
| 6th Legend                                                 | 2000年5月20日 | カンニングして何が悪い!? 下着泥棒の秘密                                   | カンニング         | 石原武龍 後藤法子            | 大谷太郎   | 17.6%  |
| 7th Legend                                                 | 2000年5月27日 | タダ食い大作戦! 学食美人母・涙の献立                                      | 2678・異物混入事件 | 石原武龍 福田千津子          | 羽住英一郎 | 18.4%  |
| 8th Legend                                                 | 2000年6月03日 | 少女の命燃えつきて…教師漫才最後の贈物                                     | 生きる             | 吉田智子                     | 大谷太郎   | 15.9%  |
| 9th Legend                                                 | 2000年6月10日 | 恐怖の転校生! 美少年が教師風間を殺す!                                     | 恐怖の転校生       | 後藤法子                     | 羽住英一郎 | 16.9%  |
| 10th Legend                                                | 2000年6月17日 | 顔のない17才爆破予告! 2年D組監禁事件                                      | 2年D組監禁爆破事件 | 石原武龍 吉田智子            | 猪股隆一   | 17.5%  |
| Last Legend                                                | 2000年6月24日 | 最後の授業… 落ちこぼれ無免許教師の秘密が遂に!? 今世紀最後のキャスト登場!! | 伝説は終わらない   | 石原武龍 吉田智子 福田千津子 | 猪股隆一   | 21.4%  |
| 平均視聴率 19.1%（視聴率は関東地区・ビデオリサーチ社調べ） |               |                                                                           |                    |                              |            |        |

## 関連作品
- 伝説の教師（2000年7月、ワニブックス） ISBN 4847013506

## その他
- ロケ地は平成国際大学。新宿十二社駅は八幡山駅。